# جیک دنیلز
جیک دنیلز ((به انگلیسی: Jake Daniels)؛ زادهٔ ۸ ژانویه ۲۰۰۵) فوتبالیست حرفه‌ای انگلیسی است که به عنوان مهاجم برای باشگاه بلک‌پول در لیگ قهرمانان اروپا بازی می‌کند.

## حرفه
دنیلز که از سن هفت سالگی در باشگاه بلکپول بوده‌است، بازی با تیم زیر ۱۸ سال را در سال ۲۰۲۱ آغاز کرد و اولین قرارداد حرفه‌ای خود را با این باشگاه در ۲۵ فوریهٔ ۲۰۲۲ امضا کرد. او در ۲۶ مارس ۲۰۲۲ برای باقی‌ماندۀ فصل ۲۰۲۱–۲۰۲۲ به صورت قرضی به تیم لیگ برتر شمالی بامبر بریج پیوست. دنیلز با زدن ۳۰ گل برای تیم زیر ۱۸ سال، به عنوان بهترین بازیکن فصل تیم جوانان بلکپول برای فصل ۲۰۲۰–۲۱ انتخاب شد. او در ۷ می ۲۰۲۲ با تیم بزرگسال بلکپول در شکست ۵–۰ لیگ قهرمانان اروپا مقابل پیتربورو یونایتد در ۷ می ۲۰۲۲ بازی کرد و به عنوان بازیکن تعویضی در دقیقه ۸۱ وارد زمین شد.

## زندگی شخصی
در ماه مهٔ ۲۰۲۲، دنیلز به عنوان همجنسگرا آشکارسازی کرد و تبدیل به تنها فوتبالیست مرد حرفه‌ای همجنسگرای بریتانیا شد که در آن زمان به صورت علنی فعالیت داشت. او نخستین شخص پس از جاستین فاشانو بیش از سی و یک سال پیش است. او از جاش کاوالو، فوتبالیست استرالیایی، مت مرتن، منیجر و تام دیلی، ورزشکار شیرجه نام برد، که به او کمک کردند تا آشکارسازی کند.